# 江湾乡
江湾乡，是中华人民共和国黑龙江省大庆市杜尔伯特蒙古族自治县下辖的一个乡镇级行政单位。

## 行政区划
江湾乡下辖以下地区：
九扇门村和江湾村。